# جون راندولف تاكر
جون راندولف تاكر (بالإنجليزية: John Randolph Tucker (politician)) (و. 1823 – 1897 م)هو سياسي، ومحامي، وبروفيسور (أستاذ جامعي) من الولايات المتحدة الأمريكية . ولد في وينشستر . تولى منصب عضو مجلس نواب الولايات المتحدة من ولاية فرجينيا .
وهو عضو في الحزب الديمقراطي الأمريكي .
توفي في كسينغتون .

## التعليم
تعلم في جامعة فرجينيا.